# 梅江 (赣江支流)
梅江，古称虔化水，是贡江的主流，赣江的源头。发源于位于赣南“北极”的王陂嶂（宁都县境内北部），流经宁都县、瑞金市及于都县，在于都县贡江镇与贡水汇合，形成贡江。全长145.2 km，流域面积达3727.36 km²，最大流量每秒9.5 m²。较大支流有黄陂河、东江河和琴江，上游建有赣江源国家级水利风景区（又名团结水库），翠微峰国家森林公园，梅江国家湿地公园，凌云山、大龙山两大省级自然保护区，都是赣江源头生态系统保护的有机组成部分。